# 군산기계공업고등학교
군산기계공업고등학교(群山機械工業高等學校)는 대한민국 전북특별자치도 군산시 송풍동에 있는 공립 고등학교이다.

## 학교 연혁
- 1974년 11월 21일 : 군산공업고등학교 인가
- 1975년 3월 1일 : 군산공업고등학교 개교(화공과, 전기과, 정밀기계과)
- 1976년 1월 12일 : 제1회 졸업(졸업생 205명)
- 1977년 10월 25일 : 정밀가공기능사 양성학교 지정
- 1978년 3월 1일 : 군산기계공업고등학교로 개편
- 2007년 6월 25일 : 중소기업청 특성화학교 지정(신소재정보과)
- 2008년 10월 2일 : 교육과학기술부 선정 1차 마이스터고 지정
- 2009년 2월 24일 : 마이스터고 운영을 위한 자율학교 지정(산업수요 맞춤형 고등학교)
- 2010년 3월 1일 : 마이스터고 개교(자동화기계과, 조선산업설비과, 기계설계과, 선박전기과)
- 2017년 3월 2일 : 학과개편 및 감축(기계과 5반, 전기시스템제어과 2반)
- 2021년 3월 1일 : 기계시스템제어과(5학급)→기계시스템제어과(4학급), 전기시스템제어과(2학급)로 기계시스템제어과 학급 개편
- 2024년 2월 8일 : 제49회 졸업식(졸업생 100명, 총 졸업생수 16,810명)
- 2024년 3월 1일 : 제19대 채정배 교장 부임(공모)
- 2024년 3월 4일 : 제52회 입학식(114명)

## 설치 학과
- 전기시스템제어과
- 기계시스템제어과

## 참고 자료
- 군산기계공업고등학교 - 한국교육학술정보원 학교알리미